# Amr El Solia
Amr El Solia (en arabe : عمرو السولية), est un footballeur égyptien né le 4 février 1990 à Dakhleya. Il joue au poste de milieu de terrain à  Cleopatra FC.

## Biographie

### Essai à Villareal
En mai 2013, il passe un essai à Villarreal et le club espagnol fait une offre de prêt à l'Ismaily SC. Mais le club égyptien, après avoir accepté l'offre, se rétracte en affirmant qu'El Solia est un pilier de l'équipe et qu'il en a besoin pour la suite de la saison.